# Pontifícia Universitat Catòlica de Minas Gerais
La Pontifícia Universitat Catòlica de Minas Gerais (Pontifícia Universidade Católica de Minas Gerais, PUC-MG) és una universitat privada del Brasil.
La universitat fou creada el 1958, a Belo Horizonte, a l'estat de Minas Gerais, al Brasil, i és la més gran i la més antiga universitat de l'estat.